# The Christmas Invasion
"The Christmas Invasion" (KBS 방영 제목:〈크리스마스 침공〉)은 영국의 공상과학 텔레비전 드라마 《닥터 후》의 60분짜리 스페셜 에피소드이다. 2005년 12월 25일 영국에서 첫방영되었다. 이 에피소드는 데이비드 테넌트가 10대 닥터로 완전한 첫 출연을 한 에피소드이자, 《닥터 후》방영 사상 첫 크리스마스 특집이기도 했다. 에피소드의 줄거리는 크리스마스의 지구를 배경으로 시코락스라는 이름의 외계인들이 침공해 들어오면서 벌어지는 이야기를 담고 있다. 로즈와 닥터는 그 속에서 미키와 재키의 도움을 받으며 인류 지키기에 나선다.

## 줄거리
새롭게 재생성한 닥터는 그 부작용을 겪어가며 런던에 타디스를 비상착륙시킨다. 문밖으로 나온 닥터는 재키 타일러와 미키를 마주치고 인사를 나누자마자 기절해 쓰러진다. 셋은 닥터를 재키의 아파트로 옮겨 로즈의 옛 친구가 두고간 남자옷으로 갈아입히고 침대에 눕힌다. 로즈와 미키는 닥터가 회복되는 동안 크리스마스 맞이 쇼핑을 하러 나간다. 쇼핑가를 다니던 중 둘은 가면을 쓴 산타 로봇들에게 공격당하고, 허겁지겁 아파트로 도망쳐 온다. 로즈가 닥터를 깨우려고 하는 사이 주문하지도 않은 정체불명의 크리스마스 트리를 집안에 들여놓은 것을 발견하고, 트리는 갑자기 뱅글뱅글 돌며 셋을 공격한다. 그때 닥터가 깨어나 소닉 스크류드라이버로 트리를 폭파시켜버린다. 닥터는 셋에게 자신의 재생성이 잘못되어, 자신이 내뿜은 재생성 에너지 냄새를 맡고 적들이 오고 있다고 말하고는 다시 쓰러진다.

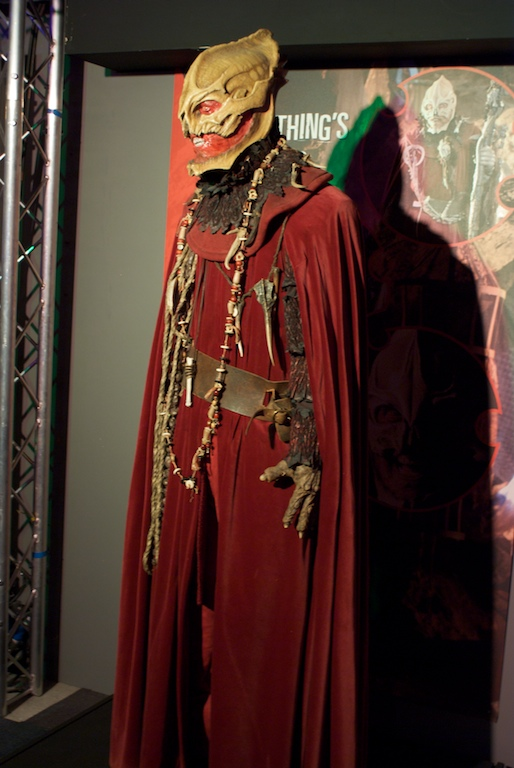
시코락스의 모습

한편 해리엇 존스 수상은 기네버 1호 (Guinevere One)이라는 이름의 화성 착륙용 우주 탐사선으로부터 생중계를 준비하고 있었다. 그런데 탐사선이 화성에 착륙하기도 전에 지구로 향하는 거대한 우주선에 납치되고 만다. 방송이 겨우 재개되었을 때 외계 종족의 얼굴이 나타나 자신들을 시코락스라고 밝힌다. 이들은 지구인들에게 투항할 것을 요구하며 전 인류의 3분의 1을 최면 상태에 빠뜨린다. 그리고는 인류의 반을 노예로 내놓지 않는다면 최면에 걸린 이들을 자살하게 만들겠다고 위협한다. 그때 과학자 중 한 명이 최면에 걸린 사람들 전부가 똑같은 혈액형 (A형)을 갖고 있다는 사실을 발견하는데, 마침 귀네버 1호에 실려 있던 혈액 샘플도 똑같은 A형이었다. 해리엇은 시코락스와 추가 협상을 위해 나섰다가 자신과 직원들이 시코락스의 우주선으로 순간이동되었다는 것을 알고 깜짝 놀란다.
로즈, 미키, 재키는 닥터를 타디스로 대피시키고 시코락스 모선이 런던 상공에 나타난다. 재키가 추가로 챙길 것을 가지러 갔다 오는 사이 타디스가 시코락스에게 발각되어 우주선 속으로 전송된다. 로즈와 미키는 타디스를 뛰쳐나가다가 실수로 차를 담은 텀블러를 바닥에 떨어뜨리고, 찻물이 타디스 내부로 흘러들어가 연기를 피우기 시작한다. 시코락스와 대적하게 된 로즈는 그림자 선언과 그밖의 것들을 들먹이며 물러가라고 엄포를 놓는다. 시코락스가 로즈를 비웃으며 처형하라고 명령을 내리는 순간, 로즈가 그간 벌어놓은 시간으로 닥터가 드디어 살아난다. 차 연기 (차에 들어있는 타닌이 회복에 도움을 주었다고 함)를 들이마셔 깨어난 닥터는 아직도 잠옷 차림으로 밖으로 나와 거닐며 다시 자기소개를 한다. 그리곤 시코락스의 혈액 관제기를 멈추고 시코락스 우두머리에게 지구를 건 검투 대결을 청한다. 우주선 바깥으로 이어진 치열한 검투 끝에 닥터의 손이 시코락스에게 잘리고, 시코락스는 자신이 이겼다며 의기양양한다. 하지만 닥터는 재생성한지 15시간밖에 되지 않았기에 잘려나간 손을 다시 복구할 수 있었다. 다시 검을 잡은 닥터는 시코락스 우두머리를 궁지로 몰아넣어 항복하라고 한다. 닥터와 일행이 우주선 안으로 다시 들어가려 하자 시코락스의 우두머리는 뒤에서 그를 죽이려 든다. 하지만 닥터가 자신의 잠옷에서 꺼낸 귤로 우주선의 센서를 건드려 날개 한쪽을 접은 뒤 시코락스를 추락사에 이르게 만든다.
닥터는 로즈, 미키, 해리엇 수상과 함께 지상으로 돌아가기 전에 나머지 시코락스들에게 지구를 떠나 다시는 돌아오지 말라고 명한다. 시코락스 함선이 런던을 떠나 우주로 향하는 사이 해리엇 수상은 토치우드에게 함선을 폭파시키라고 명령한다. 이를 알게 된 닥터는 해리엇 총리에게 화를 내지만 해리엇 수상은 닥터가 항상 이곳에 있어주는 것은 아니지 않냐면서 자기가 저지른 일을 합리화하려 한다. 그러자 닥터는 해리엇 정부가 딱 여섯 단어면 무너뜨릴 수 있다고 경고한다. 해리엇이 끝내 자기 결정을 굽히지 않자 닥터는 해리엇의 측근에게 다가가 귓속말로 "저 분, 좀 핼쑥해 보이지 않아요?" (Don't you think she looks tired?)라고 말한 뒤 유유히 걸어나간다. 그날 저녁 닥터는 타디스 옷장에서 새로운 의상을 고른 뒤 로즈, 재키, 미키와 함께 크리스마스 저녁식사를 한다. 그리고 텔레비전 뉴스를 보는데 해리엇 존스의 건강 이상설에 휩싸면서 애써 대응에 나서고, 불신임 투표에 묶여 있는 상황이었다. 밖으로 나와 화이트 크리스마스를 만끽하던 닥터와 로즈는 다시 한번 타디스에 오른다.

### 다른 작품의 언급
시코락스 우두머리와 싸워 이긴 뒤 닥터는 "파자마 입은 남자 치고는 나쁘지 않았다라...이거 꼭 아서 덴트 같은데." (Not bad for a man in his jim jams...very Arthur Dent.")란 대사를 하면서 더글라스 애덤스의 소설 《은하수를 여행하는 히치하이커를 위한 안내서》의 등장인물을 언급한다. 참고로 애덤스는 4대 닥터 시절 닥터 후의 스크립트 에디터와 작가를 맡기도 했다.